# Hans-Ulrich Schulz (Theologe)
Hans-Ulrich Schulz (* 10. Februar 1945 in Bad Sachsa, Landkreis Grafschaft Hohenstein) ist ein evangelischer Diplom-Theologe und war von 1997 bis 2010 Generalsuperintendent des Sprengels Neuruppin (ab 2010 in Sprengel Potsdam umbenannt) der Evangelischen Kirche Berlin-Brandenburg-schlesische Oberlausitz mit Sitz in Potsdam.

## Leben
Nach dem Ersten Theologischen Examen absolvierte Hans-Ulrich Schulz sein Vikariat in Petersdorf im Kirchenkreis Templin. Außerdem besuchte er das Predigerseminar in Brandenburg an der Havel.
Im Jahre 1970 trat er in den pfarramtlichen Dienst der Evangelischen Kirche Berlin-Brandenburg und übernahm eine Pfarrstelle in Premslin in der Prignitz. 1981 wechselte Schulz als Schülerpfarrer in das Landesjugendpfarramt in Potsdam, bevor er 1987 noch einmal eine ländliche Pfarrstelle in Brielow übernahm. Er erhielt 1992 die Ernennung zum Superintendenten in Potsdam.
Im Jahr 1997 wurde Hans-Ulrich Schulz zum Generalsuperintendenten für den Sprengel Neuruppin (seit 2010 Sprengel Potsdam) der Berlin-Brandenburgischen Landeskirche berufen. Am 28. Februar 2010 wurde er in Potsdam in den Ruhestand verabschiedet.
Er gehört dem Domkapitel Brandenburg an.

## Auszeichnungen
- 2011 Verdienstorden des Landes Brandenburg